# 伍錫堯
伍錫堯 (葡萄牙語：NG Sek Io，1967年—）澳门人，澳門政治人物，保钓运动人士。

## 生平
伍錫堯于1980年代自广东台山偷渡到澳门做地盘工人，后来升为总管。1997年亚洲金融危机后，澳门建筑业很不景气，伍锡尧遂成立工会，为工人争取权益。他是澳門民主起動會長、澳門五邑鄉親同盟會會長、澳門博彩建築業聯合自由工會理事長。曾以「民主起動提名委員會」首候選人名義，伙拍「澳門長毛」利建潤參與2009年澳門立法會選舉，但落敗，他在2013年澳門立法會選舉中改為伙拍李漫洲，以「社會民主陣線」第二候選人名義參與選舉。
2005年起，伍錫堯开始参加保钓活动。该年，日本希望成为联合国安理会常任理事国，全球华人发动了反对活动，伍錫堯领导了澳门的反对活动。自此之后，他一直参与保钓。他是澳门保钓行动委员会主席。2011年，他出任世界华人保钓联盟监事。2012年，他搭乘啟豐二號登上钓鱼岛，随即被日本方面逮捕并强制遣返。返港時在香港國際機場的記者會上，當古思堯先生接受訪問時，他戲謔式與香港前立法會議員曾健成說出「煲燕窩粥大酬賓」字眼，打擾正在訪問的古，隨即被他當場以廣東粗口「企開啲啦你老母」親切問候，而當時香港各大電視台正現場直播記者會，引為港九地區一帶笑話。